# Amfiteatr w Pompejach
Amfiteatr w Pompejach – starożytny rzymski amfiteatr, znajdujący się w Pompejach. Jest najstarszą zachowaną budowlą tego typu.
Budowa amfiteatru, zlokalizowanego w południowo-wschodniej części miasta, została zainicjowana przez konsulów po założeniu w Pompejach w 80 roku p.n.e. kolonii sullańskiej. Wzniesiona na planie owalu o wymiarach 135 × 104 m budowla przeznaczona była na zawody sportowe, walki gladiatorów i walki ze zwierzętami. Arena i pierwsze rzędy widowni znajdowały się poniżej poziomu gruntu. Cavea liczyła 35 rzędów siedzeń, wokół najwyższego sektora biegła ponadto odkryta galeria z osobnymi wejściami, przeznaczona dla kobiet. Na zewnątrz tarasu pierwszego piętra wystawały z fasady konsole z otworami na drągi, na których w razie potrzeby rozpinano velarium. Łącznie na widowni mogło zmieścić się jednorazowo do 20 tysięcy widzów.
Do historii przeszły wspomniane przez Tacyta w Rocznikach igrzyska z 59 roku, w trakcie których doszło do kłótni pompejańczyków z kibicami z pobliskiej Nucerii, które przerodziły się w krwawe zamieszki. Śledztwo w sprawie rozruchów zostało powierzone przez cesarza Nerona senatowi i skutkowało ukaraniem miasta 10-letnim zakazem organizowania igrzysk.
W październiku 1971 roku w amfiteatrze odbył się koncert brytyjskiej grupy Pink Floyd, zarejestrowany i wydany pod tytułem Pink Floyd: Live at Pompeii. Po 45 latach David Gilmour ponownie wystąpił w Pompejach w lipcu 2016 roku.